# アゲイン (ゆずの曲)
「アゲイン」は、ゆずの配信限定シングル。2002年4月8日にセーニャ・アンド・カンパニーから配信された。

## 概要
前作「恋の歌謡日」から2ヶ月ぶりに発表された作品で、自身初の配信限定シングルである。2002年4月8日から6月18日までの間MUSIC DELI端末で限定配信していた（当時は着うた、着うたフルが実用化されていなかった）。
この配信は結果的に大盛況になり、MUSIC DELIでの配信数は発売から1か月で約2万5000ダウンロード、加えて同時点でのTOKYO-FMのウェブサイトでの配信数は約7000ダウンロードを記録。ACID TEST「Mother」が保持していた、当時のMUSIC DELIにおけるダウンロード数記録を更新した。
「CD化しない」という公約の元配信されていたが、発表から5年後に発売された『ゆずのね 1997-2007』に収録され、CD化された。

## 収録曲
1. アゲイン　
  - 作詞・作曲：北川悠仁

シングル「アゲイン2」の原曲で、元々ゆずがラジオ番組『やまだひさしのラジアンリミテッド』（2002年3月5日放送）に出演した際にやまだから「アゲイン2ということは1もあるの?」という質問に「ある」と答えてしまった些細なやりとりから「アゲイン1を聴いてみたい」のリクエストが殺到したことで掘り下げられた楽曲である。
ツアー中にも拘らず、そのリクエストを受けゆずの二人は当時デモのみで完成版の存在しなかった「アゲイン」をスタジオで改めて録音、アレンジなどを行い、作品として完成させた。
楽曲の存在が公になってしまったことを受けてか、この年のツアー「ユズモラス」ではライブのアンコールで同曲を披露した。長い間、この曲がライブで演奏されたのは「ユズモラス」ツアーのときのみであったが、2018年に行われたファンクラブ会員限定ライブ「秋祭り 杜の音 〜ゆずの大応援〜」にて、16年ぶりに、2022年に行われたライブ「YUZU ARENA TOUR 2022 SEES -ALWAYS with you-」でも演奏された。「ユズモラス」ツアー、杜の音の模様は共にファンクラブ限定のVHSおよびDVDで発売されているが現在は入手困難となっているが、双方DVDが国立国会図書館に収蔵されている為、現地での閲覧は可能。
その後、コンビニでのMUSIC DELI端末が廃止されていったことや、「ユズモラス」ツアー以後ライブ演奏が一切無かったこと、MUSIC DELI端末の当時の録音可能メディアが現代のようなSDメモリーカードと言った高音質のものではなくMDのみであったこともあり、実に5年の歳月を経て、ベストアルバム『ゆずのね 1997-2007』に収録され、CD化されることになった。ゆずの二人は「当時はMDダウンロードが主流になってCDがなくなるのではないかと危惧していたが、逆にMDダウンロードが消えた」と語っている。また、この楽曲をこの位置にしたことは「アゲイン2になる前のアゲイン」という意図からである。その後、ライブアルバム「YUZU ARENA TOUR 2022 SEES -ALWAYS with you-」にLIVEバージョンが収録された。